# Liga Mexicana de Béisbol 1940
La Temporada 1940 de la Liga Mexicana de Béisbol fue la edición número 16. Se mantiene en 7 el número de equipos pero hubo 5 cambios de sede, desaparecen los equipos de Indios de Anáhuac, Tigres de Comintra, Gallos de Santa Rosa, Rojos del Águila de Veracruz y Cafeteros de Córdoba. En su lugar entran los equipos de Rojos del México, Azules de Veracruz, Chihuahua (quienes tomaron el lugar de Santa Rosa después de 32 juegos), Unión Laguna de Torreón y La Junta de Nuevo Laredo, todos estos equipos participaban por primera ocasión en la liga. El calendario constaba de 95 juegos en un rol corrido, el equipo con el mejor porcentaje de ganados y perdidos se coronaba campeón de la liga. 
Los Azules de Veracruz obtuvieron el primer campeonato de su historia al terminar en primer lugar con marca de 61 ganados y 30 perdidos, con 6 juegos de ventaja sobre los Rojos del México. El mánager campeón fue Jorge Pasquel.

## Equipos participantes
| Liga Mexicana de Béisbol 1940 |           |                          |                   |           |
| Equipo                        | Fundación | Ciudad                   | Estadio           | Capacidad |
| Alijadores de Tampico         | 1937      | Tampico, Tamaulipas      | Alijadores        | 7,000     |
| Azules de Veracruz            | 1940      | México, D. F.            | Delta             | 20,000    |
| Carta Blanca de Monterrey     | 1939      | Monterrey, Nuevo León    | Cuauhtémoc        | 8,000     |
| Chihuahua                     | 1936      | Chihuahua, Chihuahua     | Manuel L. Almanza | 8,000     |
| La Junta de Nuevo Laredo      | 1940      | Nuevo Laredo, Tamaulipas | La Junta          | 7,800     |
| Rojos del México              | 1940      | México, D. F.            | Delta             | 20,000    |
| Unión Laguna de Torreón       | 1940      | Torreón, Coahuila        | Revolución        | 9,500     |

## Posiciones
| Liga Mexicana de Béisbol | Liga Mexicana de Béisbol | Liga Mexicana de Béisbol | Liga Mexicana de Béisbol | Liga Mexicana de Béisbol |
| Equipo                   | JG                       | JP                       | PCT                      | JV                       |
| ------------------------ | ------------------------ | ------------------------ | ------------------------ | ------------------------ |
| Veracruz                 | 61                       | 30                       | .670                     | -                        |
| México Rojos             | 57                       | 38                       | .600                     | 6.0                      |
| Monterrey                | 52                       | 41                       | .559                     | 9.0                      |
| Tampico(1)               | 46                       | 41                       | .529                     | 13.0                     |
| Torreón                  | 45                       | 41                       | .523                     | 13.5                     |
| Nuevo Laredo             | 39                       | 48                       | .448                     | 24.5                     |
| Chihuahua(2)             | 11                       | 38                       | .224                     | 29.0                     |
| Santa Rosa(3)            | 3                        | 29                       | .094                     | 30.0                     |

| Campeón de la Liga |

1 Salieron para formar la liga Cismatica. Después de ganar 33 partidos y perder 21, los Alijadores solicitaron su reingreso con el mismo récord, caso único en la historia de la liga.
2 Adquirió la franquicia de los Gallos de Santa Rosa.
3 Se mudó a la ciudad de Chihuahua para convertirse en el Chihuahua.

## Designaciones
Se designó como novato del año a Laureano Camacho de los Azules de Veracruz.

## Acontecimientos relevantes
- 30 de junio: Tom Lefty Glover de La Junta de Nuevo Laredo impone récord al ponchar a 18 jugadores de Chihuahua en 9 entradas y a 20 jugadores en 10 entradas que duró el juego.[3]
- 18 de julio: Leroy Gaines de los Rojos del Águila de Veracruz le lanza juego sin hit ni carrera de 8 entradas a Chihuahua, en un partido disputado en la Veracruz, Veracruz y que terminó con marcador de 3-0.
- James "Cool Papa" Bell quien empezó con Unión Laguna de Torreón y terminó con los Azules de Veracruz se convierte en el primer jugador en la historia de la liga en ganar la Triple Corona de bateo, al terminar con .437 de porcentaje de bateo, 79 carreras producidas y 12 Home Runs.[4]